# Alessandro Maderni
Alessandro Maderni (* 1735 in Capolago; † 14. Oktober 1817 ebenda; heimatberechtigt ebenda) war ein Schweizer Politiker und Jurist.

## Leben
Alessandro Maderni wurde als Sohn von Santino und der Lodovica Quadri geboren. Im Jahr 1786 heiratete er Teresa Beroldingen, Tochter des Sebastiano, Landschreibers der Vogtei Mendrisio. Im Jahr 1782 und von 1786 bis 1797 war er Statthalter des Vogts von Mendrisio, dann Richter am kantonalen Gericht in Lugano von 1798 bis 1802. Er wurde 1802 zum Senator der Helvetischen Republik ernannt, lehnte das Amt aber aus gesundheitlichen Gründen ab.
Im gleichen Jahr war er Mitglied der Kommission zur Ausarbeitung eines Verfassungsentwurfs für den Kanton Tessin; im Jahr 1803 war er auch Mitglied der Kommission für die Einführung der Mediationsakte im Tessin. Für den Zeitraum von Mai bis August 1803 wurde er in den Kleinen Rat und von 1803 bis 1808 sowie von 1813 bis 1814 in den Grossen Rat gewählt; von 1805 bis 1814 war er zudem Regierungskommissar im Bezirk Mendrisio.